# Palazzo Corradini
Palazzo Corradini, è un edificio secentesco situato nel cuore di Ravenna; appartenne dagli inizi del Settecento alla fine dell'Ottocento alla famiglia Ginanni Corradini (famiglia a cui appartennero i futuristi ravennati, Ginna e Corra). Corrado Ricci lo descrisse come "grandioso ma con eccessive proporzioni nella porta".. Dal 1996 è una delle sedi del Campus di Ravenna dell'Università di Bologna.